# Anolis solitarius
Anolis solitarius este o specie de șopârle din genul Anolis, familia Polychrotidae, descrisă de Ruthven 1916. Conform Catalogue of Life specia Anolis solitarius nu are subspecii cunoscute.